# چهار روز خوب
چهار روز خوب (انگلیسی: Four Good Days) یک فیلم درام آمریکایی به کارگردانی رودریگو گارسیا می‌باشد که بر اساس یک مقاله چاپ شده در سال ۲۰۱۶ در واشینگتن پست تحت عنوان «آماندا کیست» می‌باشد. گلن کلوز و میلا کونیس از بازیگران اصلی این فیلم می‌باشند.